# Résolution 907 du Conseil de sécurité des Nations unies
Membres permanents
- Chine
- États-Unis
- France
- Royaume-Uni
- Russie

Membres non permanents
- Argentine
- Brésil
- Djibouti
- Espagne
- Nigéria
- Nouvelle-Zélande
- Oman
- Pakistan
- République tchèque
- Rwanda

Résolution no 906 Résolution no 908
La résolution 907 du Conseil de sécurité des Nations unies fut adoptée à l'unanimité le 29 mars 1994. Après avoir rappelé les résolutions 621 (en) (1988), 658 (en) (1990), 690 (en) (1991), 725 (en) (1991) et 809 (en) (1993), le Conseil a examiné le plan de réglement (en) du Sahara occidental.
La proposition du Secrétaire général Boutros Boutros-Ghali concernant l'interprétation et l'application des critères d'éligibilité des électeurs a été accueillie avec satisfaction, tandis que des inquiétudes ont été exprimées concernant les difficultés et les retards persistants dans les travaux de la Commission d'identification. La Commission a été invitée à achever l'analyse de toutes les demandes reçues et à procéder à l'identification et à l'inscription des électeurs potentiels avant le 30 juin 1994, le Secrétaire général faisant rapport sur les faits nouveaux au plus tard le 15 juillet 1994 concernant les travaux de la Commission et d'autres domaines pertinents pour le plan de règlement.
Le Conseil a également noté que le référendum ne pourrait plus avoir lieu d'ici à la fin de 1994 et examinerait l'avenir de la Mission des Nations Unies pour l'organisation d'un référendum au Sahara occidental, dont la force et le rôle seraient réexaminés.